# Михаљевићи (Плетерница)
Михаљевићи су насељено место у саставу града Плетернице, у Славонији, Република Хрватска.

## Историја
До нове територијалне организације налазило се у саставу бивше велике општине Славонска Пожега.

## Становништво
Насеље је према попису становништва из 2011. године имало 2 становника.
| Националност       | 1991.    |
| Хрвати             | 5 (100%) |
| Срби               | 0        |
| Југословени        | 0        |
| остали и непознато | 0        |
| Укупно             | 5        |